# Phaselia catharia
Phaselia catharia là một loài bướm đêm trong họ Geometridae.